# Earlandit
Earlandit ist ein extrem seltenes Mineral aus der Mineralklasse der organischen Verbindungen. Es kristallisiert im monoklinen Kristallsystem mit der Zusammensetzung Ca3(C6H5O7)2·4H2O und ist damit chemisch gesehen ein Calciumcitrat, d. h. das Calciumsalz der Citronensäure.
Von Earlandit sind bisher nur knollige bzw. nierenförmige, polykristalline Mineral-Aggregate bekannt geworden, wobei sie eine charakteristische, raue Oberfläche aufweisen. Die Größe der bisher gefundenen Aggregate lag bei etwa 1,5 mm. Größere Kristallgruppen oder Einzelkristalle sind bisher nicht bekannt geworden. Aufgrund der Seltenheit diese Minerals sind viele Kenngrößen, wie die Härte oder das Bruchverhalten, noch nicht bestimmt worden.

## Etymologie und Geschichte
Earlandit wurde erstmals im Verlauf der Scottish National Antarctic Expedition (1902–1904) gefunden und von Arthur Earland, einem britischen Ozeanographen, beschrieben. Die genaue Analyse des Minerals und seine Klassifizierung wurden erst 1936 durch F. A. Bannister und M. H. Hey durchgeführt. Diese benannten das Mineral dann nach dem Erstentdecker.

## Klassifikation
In der mittlerweile veralteten, aber noch gebräuchlichen 8. Auflage der Mineralsystematik nach Strunz gehörte der Earlandit zur Mineralklasse der „organischen Verbindungen“ und dort zur Abteilung der „Salze organischer Säuren“, wo er zusammen mit Abelsonit, Calclacit, Dashkovait, Formicait, Hoganit, Julienit, Kafehydrocyanit, Mellit und Paceit die „Mellit-Julienit-Gruppe“ mit der System-Nr. IX/A.02 bildete.
Die seit 2001 gültige und von der International Mineralogical Association (IMA) verwendete 9. Auflage der Strunz’schen Mineralsystematik ordnet Earlandit ebenfalls in die Klasse der „organischen Verbindungen“ und dort in die Abteilung der „Salze von organischen Säuren“ ein. Diese Abteilung ist allerdings weiter unterteilt nach der salzbildenden Säure, so dass das Mineral entsprechend seiner Zusammensetzung in der Unterabteilung der „Benzol-Salze“ zu finden ist, wo es als einziges Mitglied die unbenannte Gruppe  10.AC.10 bildet. Es ist allerdings zu beachten, dass Earlandit weder ein Derivat des Benzols noch eine aromatische Verbindung ist.
Auch die vorwiegend im englischen Sprachraum gebräuchliche Systematik der Minerale nach Dana ordnet den Earlandit in die Klasse der „organischen Minerale“ und der gleichnamigen Abteilung ein. Hier ist er als einziges Mitglied in der unbenannten Gruppe 50.02.02 innerhalb der Unterabteilung der „Salze organischer Säuren (Mellitate, Citrate, Cyanate und Acetate)“ zu finden.

## Bildung und Fundorte
Bis heute ist die genaue Bildung von Earlandit noch nicht geklärt. Fest steht allerdings, dass es durch Biomineralisation entsteht, da die Bildung von Citronensäure bzw. ihrer Salze an biologische Vorgänge gebunden ist (vgl. → Citratzyklus). Auch wenn die Löslichkeit von Calciumcitrat in kaltem Wasser nur schlecht ist, so ist die Bildung von Earlandit in den Tiefseesedimenten doch bemerkenswert.
Gefunden wurden Earlanditstufen, die auf Gehäusen von Foraminiferen aufgewachsen waren oder die sich in Bohrgängen von Tiefseewürmern gebildet hatten. Letzteres wird als Beleg dafür herangezogen, dass sich Earlandit im Sediment bildet und nicht durch äußere Einflüsse in das Sediment eingebracht wird. Mit Earlandit typischerweise vergesellschaftete Mineralien sind Gips und Weddellit.
Einzig bekannter Fundort (Stand 2013) für Earlandit ist die Weddellsee in der westlichen Antarktis. Hier wurde es bei den Koordinaten 71° 22′ S, 16° 34′ W in 2580 m Tiefe in den entsprechenden Tiefseesedimenten gefunden.

## Kristallstruktur
Earlandit kristallisiert monoklin mit den Gitterparametern a = 30,94 Å; b = 5,93 Å; c = 10,56 Å und β = 93,7° sowie 4 Formeleinheiten pro Elementarzelle. Aufgrund der Seltenheit und weil von Earlandit nur polykristalline Aggregate vorliegen, sind keine weiteren Daten zur Kristallstruktur verfügbar.
Die chemische Formel von Earlandit kann am besten als Ca3[CH2(COO)-CHOH(COO)-CH2(COO)]2·4H2O wiedergegeben werden (vgl. die Strukturformel von Calciumcitrat), da die häufig in der Literatur verwendete, idealisierte Summenformel Ca3(C6H5O7)2·4H2O keine Aussage zur Struktur des Citratanions macht.

## Verwendung
Auch wenn es viele Verwendungen für Calciumcitrat gibt, so sind diese, aufgrund der extremen Seltenheit von Earlandit für das Mineral nur hypothetisch.